# Zgornje Dobrenje
Zgornje Dobrenje este o localitate din comuna Šentilj, Slovenia, cu o populație de 75 de locuitori.